# Bonemerse
Bonemerse là một đô thị ở tỉnh Cremona, vùng Lombardia của Italia, có vị trí cách khoảng 80 km về phía đông nam của Milan và khoảng 4 km về phía đông nam của Cremona. Tại thời điểm ngày 31 tháng 12 năm 2004, đô thị này có dân số 1.203 người và diện tích là 5,9 km².
Bonemerse giáp các đô thị: Cremona, Malagnino, Pieve d'Olmi, Stagno Lombardo.